# Liste französischer U-Boot-Klassen
Diese Liste befasst sich ausschließlich mit U-Boot-Klassen der französischen Marine. Siehe daher auch Liste der U-Boot-Klassen.
Die angegebenen Jahreszahlen beziehen sich, abgesehen von Export-U-Booten, lediglich auf den Einsatzzeitraum in der französischen Marine. Dieser Umstand ist bei erbeuteten oder von befreundeten Nationen übernommenen U-Booten zu beachten.

## Aktive und geplante Einheiten

### Französische Marine
Die französische Marine setzt seit 2001 nur noch nuklear angetriebene U-Boote ein. Die U-Boote teilen sich entsprechend ihrer Funktion in zwei Gruppen. Die kleineren Jagd-U-Boote (frz.: SNA – Sous-marin nucléaire d’attaque) sind mit Torpedos und Seezielflugkörpern bewaffnet. Sie sind für den Kampf gegen andere U-Boote oder Überwasserschiffe konzipiert. Die größeren strategischen U-Boote (frz.: SNLE – Sous-marin nucléaire lanceur d’Engins) führen mit Kernwaffen bestückte ballistische Interkontinentalraketen. Die französische Bezeichnung für strategische ballistische U-Boot-Raketen ist MSBS – mer-sol balistique stratégique.
- Rubis-Klasse (Jagd-U-Boote)

1. Rubis (U-Boot, 1983) S601, (1983–)
2. Saphir (U-Boot, 1984) S602, (1984–2019)
3. Casabianca (U-Boot, 1987) S603, (1987–)
4. Émeraude (U-Boot, 1988) S604(1988–)

- Améthyste-Klasse (Jagd-U-Boote, verbesserte Rubis-Klasse)

1. Améthyste (U-Boot, 1992) S605(1992–)
2. Perle (U-Boot) S606, (1993–)

- Le-Triomphant-Klasse (strategische Raketen-U-Boote)

1. Le Triomphant (1997–)
2. Le Téméraire (1999–)
3. Le Vigilant (2004–)
4. Le Terrible (2010–)

- Suffren-Klasse (6 Einheiten sind als Ersatz für die Jagd-U-Boote der Rubis- und Améthyste-Klasse geplant)[1]

1. Suffren (2020–)
2. Duguay-Trouin (2023–)[2]
3. Tourville (2025–)
4. De Grasse (2025–)
5. Rubis (2030–)
6. Casabianca (2030–)

### Französische U-Boote im Dienst anderer Marinen
Portugal betreibt das letzte aktive U-Boot der Daphné-Klasse. Sechs Boote der Agosta-Klasse befinden sich noch in Spanien (4) und Pakistan (2) im aktiven Dienst. Pakistan stellte zwischen 1999 und 2006 drei modernisierte Agosta-Neubauten in Dienst, von denen zwei in Pakistan gebaut wurden. Mindestens eines dieser Boote besitzt einen außenluftunabhängigen MESMA-Antrieb. In den 1990ern wurde gemeinsam mit Spanien die Scorpène-Klasse entwickelt. Das erste Boot der für den Export nach Chile, Malaysia, und Indien vorgesehenen konventionell angetriebenen U-Boot-Klasse wurde 2005 fertiggestellt.
- Daphné-Klasse (1964–)
  - Portugiesische Marine: (Albacora-Klasse)
    1. Barracuda (S 164) (1968–)
- Agosta-Klasse (1977–)
  - Spanische Marine: (Galerna-Klasse)
    1. Galerna (S 71) (1983–)
    2. Sirocco (S 72) (1983–)
    3. Mistral (S 73) (1985–)
    4. Tramontana (S 74) (1985–)

  - Pakistanische Marine: (Hashmat-Klasse / Khalid-Klasse)
    1. Hashmat (S 135) (1979–)
    2. Hurmat (S 136) (1980–)
    3. Khalid (S 137) (1999–)
    4. Saad (S 138) (2002–)
    5. Hamza (S 139) (2006–)

  - Malaysische Marine
    1. Ouessant (S 623) (2005–)
- Scorpène-Klasse (2005–)
  - Chilenische Marine
    1. O’Higgins (2005–)
    2. Carrera (2006–)

  - Malaysische Marine
    1. Tunku Abdul Rahman (2009–)
    2. Tun Abdul Razak (2010–)

## Ehemalige Einheiten

### 1863 bis 1903
Frankreich war das erste Land, das maschinell betriebene U-Boote in großem Stil testete, baute und einsetzte. Die Plongeur war weltweit das erste von Maschinen betriebenen U-Boot, die Gymnote eines der ersten elektrischen. Die Narval war weltweit das erste funktionierende U-Boot mit einem Hybridantrieb aus Verbrennungs- und Elektromotor. Um 1904 besaß Frankreich mit Abstand die größte und modernste U-Boot-Flotte der Welt.
- Nautilus (1800)
- Plongeur (1863–1872)
- Goubet I (1887–1906)
- Goubet II (1895–1903)
- Gymnote (Q 1) (1888–1908)
- Gustave Zédé (Q 2) (1893–1909)
- Morse (Q 3) (1900–1909)
- Narval (Q 4) (1900–1909)
- Sirène-Klasse (1901–1919)

| Espadon (Q 13) (1901–1919) | Silure (Q 14) (1901–1919) | Sirène (Q 5) (1901–1919) | Triton (Q 6) (1901–1919) |

- Farfadet-Klasse (1901–1913)

| Farfadet (Q 7) (1901–1913) | Gnome (Q 9) (1902–1906) | Korrigan (Q 8) (1902–1906) | Lutin (Q 10) (1903–1907) |

- Morse-Klasse (1901–1914)

| Français (Q 11) (1901–1914) | Algérien (Q 12) (1901–1914) |

- Naïade-Klasse (1903–1914)

| Alose (Q 33) (1904–1914) Anguille (Q 32) (1904–1914) Bonite (Q 19) (1904–1914) Castor (Q 26) (1903–1914) Dorade (Q 22) (1903–1914) | Esturgeon (Q 18) (1904–1914) Grondin (Q 31) (1904–1914) Loutre (Q 25) (1903–1914) Ludion (Q 24) (1904–1914) Lynx (Q 23) (1903–1914) | Meduse (Q 29) (1904–1914) Naïade (Q 15) (1904–1914) Otarie (Q 28) (1904–1914) Oursin (Q 30) (1904–1914) Perle (Q 17) (1903–1914) | Phoque (Q 27) (1904–1914) Protée (Q 16) (1903–1914) Souffleur (Q 21) (1903–1914) Thon (Q 20) (1904–1914) Truite (Q 34) (1905–1914) |

### 1904 bis 1919
Die französische Marine verlor bis zu Beginn des Ersten Weltkrieges sehr schnell ihre qualitative und quantitative Führungsposition an die US-amerikanische US-Navy, die britische Royal Navy und die deutsche Kaiserliche Marine, blieb aber eine der führenden U-Boot-Marinen der Welt. In Frankreich wurden viele weitere U-Boote konstruiert. Die wichtigste französische Neuerung war die Einführung des wirtschaftlichen und sicheren Dieselmotors mit der Aigrette-Klasse. Im Ersten Weltkrieg wurden die französischen U-Boote hauptsächlich im Mittelmeer gegen die Österreichische Marine und Schiffe des Osmanischen Reiches eingesetzt. 1916 konnte das deutsche U-Boot UB 26 erbeutet werden. Obwohl Frankreich zu den modernsten und größten U-Boot-Nationen der Welt gehörte, wurden nach Ende des Ersten Weltkrieges zusätzlich U-Boote, die das Deutsche Reich an Frankreich hatte ausliefern müssen, in die französische Marine übernommen und bis in die 1930er-Jahre eingesetzt.
- X (Q 35) – 1911 in Dauphin umbenannt – (1904–1914)
- Z (Q 36) (1904–1910)
- Y (Q 37) (1905–1909)
- Aigrette-Klasse (1904–1919)

| Aigrette (Q 38) (1904–1919) | Cigogne (Q 39) (1904–1919) |

- Omega (Q 40) (1905–1919)
- Émeraude-Klasse (1906–1919)

| Émeraude (Q 41) (1906–1919) Opale (Q 42) (1906–1919) | Rubis (Q 43) (1907–1919) Saphir (Q 44) (1908–1915) | Topaze (Q 45) (1908–1919) Turquoise (Q 46) (1908–1915) |

- Circé-Klasse (1907–1918)

| Calypso (Q 48) (1907–1914) | Circé (Q 47) (1907–1918) |

- Guepe-Klasse (nicht fertiggestellt)

| Guepe 1 (Q 49) | Guepe 2 (Q 50) |

- Pluviôse-Klasse (1907–1919)

| Ampère (Q 68) (1909–1919) Berthelot (Q 66) (1909–1919) Cugnot (Q 76) (1909–1919) Floréal (Q 54) (1908–?) Fresnel (Q 65) (1908–1915) | Fructidor (Q 58) (1909–1919) Gay-Lussac (Q 69) (1910–1919) Germinal (Q 53) (1908–1919) Giffard (Q 77) (1910–1919) Messidor (Q 56) (1907–1919) | Monge (Q 67) (1908–1915) Papin (Q 64) (1908–1919) Pluviôse (Q 51) (1907–1919) Prairial (Q 55) (1908–1918) | Thermidor (Q 57) (1909–1919) Vendémiaire (Q 59) (1907–1912) Ventose (Q 52) (1907–1919) Watt (Q 75) (1909–1919) |

- Archimède (1909–1919)
- Charles Brun (Q 89) (1911–1915)
- Mariotte (1911–1915)
- Brumaire-Klasse (1911–1930)

| Arago (Q 86) (1912–1921) Bernoulli (Q 83) (1911–1918) Brumaire (Q 60) (1911–1930) Coulomb (Q 85) (1912–1919) | Curie (Q 87) (1912–1923) Euler (Q 71) (1912–1920er) Faraday (Q 78) (1911–1921) Foucault (Q 70) (1912–1915) | Franklin (Q 72) (1913–1922) Frimaire (Q 62) (1911–1923) Joule (Q 84) (1911–1915) Le Verrier (Q 88) (1912–1925) | Montgolfier (Q 81) (1912–1921) Newton (Q 80) (1912–1925) Nivôse (Q 63) (1912–1921) Volta (Q 79) (1911–1922) |

- Amiral Bourgois (Q 82) (1912–1919)
- Clorinde-Klasse (1913–1926)

| Clorinde (Q 90) (1913–1926) | Cornelei (Q 91) (1913–1926) |

- Gustave Zédé-Klasse (1913–1937)

| Gustave Zédé (Q 92) (1913–1937) | Nereide (Q 93) (1914–1935) |

- Amphitrite-Klasse (1914–1935)

| Amarante (Q 99) (1915–1925) Amphitrite (Q 94) (1914–1935) | Andromaque (Q 101) (1915–1931) Aréthuse (Q 97) (1916–1927) | Ariane (Q 100) (1914–1917) Artemis (Q 96) (1915–1927) | Astree (Q 95) (1915–1928) Atalante (Q 98) (1915–1931) |

- Bellone-Klasse (1914–1935)

| Bellone (Q 102) (1914–1935) | Gorgone (Q 104) (1915–1935) | Hermione (Q 103) (1917–1935) |

- Dupuy-de-Lôme-Klasse (1915–1935)

| Dupuy de Lôme (Q 105) (1915–1935) | Sane (Q 106) (1916–1935) |

- Diane-Klasse (1915–1935)

| Daphné (Q 108) (1915–1935) | Diane (Q 107) (1916–1918) |

- Armide-Klasse (1915–1935)

| Amazone (SD 4) (1916–1932) | Antigone (SD 3) (1916–1935) | Armide (SD 2) (1915–1932) |

- UB-Klasse (Deutschland) (1916–1937)

| Roland Morillot (ex SM UB 26) (1916–1925) Trinité Schillemans (ex SM UB 94) (1918–1935) | Carissan (ex SM UB 99) (1918–1935) Jean Corre (ex SM UB 155) (1918–1937) |

- Joessel-Klasse (1917–1935)

| Fulton (Q 110) (1919–1935) | Joessel (Q 109) (1917–1935) |

- MS-Typ (Deutschland) (1918–1937)

| Jean Autric (ex U 105) (1918–1937) Léon Mignot (ex U 108) (1918–1935) | Pierre Marast (ex SM U 162) (1918–1937) Jean Roulier (ex SM U 166) (1918–1935) |

- UE-Klasse (Deutschland) (1918–1935)

| Victor Reveille (ex U 79) (1918–1935) | René Audry (ex U 119) (1918–1937) |

- U-139-Klasse (Deutschland) (1918–1935)

| Halbronn (ex U 139) (1918–1935) |

### 1919 bis 1944
Frankreich entwickelte und baute kontinuierlich weitere U-Boote. Die modernen französischen U-Boot-Konstruktionen wurden in mehrere Länder wie Griechenland, Jugoslawien, Lettland und Polen exportiert. Die meistgebauten französischen U-Boot-Klassen der 1920er und 1930er waren die kleinen Boote des 600/630 Tonnen Typs und die größeren Einheiten des 1500 Tonnen Typs.
Im Zweiten Weltkrieg setzten sowohl die vichy-französische als auch die frei-französische Marine U-Boote ein. Die meisten französischen U-Boote wurden 1940 infolge der französischen Niederlage und 1942 nach dem deutschen Einmarsch in Südfrankreich von französischen Marinekräften selbstversenkt.
Im Einsatz gingen wesentlich mehr französische U-Boote durch Angriffe der Alliierten als bei Kämpfen mit Streitkräften der Achsenmächte verloren.
- O’Byrne-Klasse (1919–1935)

| Henri Fournier (SC 6) (1919–1935) | Louis Dupetit-Thouars (SC 7) (1920–1928) | O’Byrne (1919–1935) |

- Maurice Callot (1921–1936)
- Pierre Chailley (1921–1936)
- 600-630-Tonnen-Typ (1925–1946)

- 600-Tonnen-Typ A – Sirène-Klasse (1925–1942)

| Galatée (1925–1942) | Naïade (1925–1942) | Ondine (?–1928) | Sirène (1925–1942) |

- 600 Tonnen Typ B – Ariane-Klasse (1929–1942)

| Ariane (1929–1942) | Danaé (?–1942) | Eurydicé (1929–1942) | Nymphe (?–1938) |

- 600 Tonnen Typ C – Circé-Klasse (1925–1942)

| Calypso (Q 126) (1927–1942) | Circé (Q 125) (1927–1940) | Doris (Q 135) (1928–1940) | Thétis (Q134) (1928–1942) |

- 630 Tonnen Typ D – Argonaute-Klasse (1932–1946)

| Aréthuse (1933–1946) Argonaute (1932–1942) | Atalante (1934–1946) La Sultane (1935–1946) | La Vestale (1934–1946) |

- 630 Tonnen Typ E – Orion-Klasse (1931–1943)

| Ondine (1932–1943) | Orion (1932–1943) |

- 630 Tonnen Typ F – Diane-Klasse (1930–1946)

| Amazone (1933–1946) Amphitrite (1933–1942) Antiope (1933–1946) | Diane (1932–1942) Méduse (1932–1942) Oréade (1933–1942) | Orphée (1933–1946) La Psyché (1933–1942) La Sibylle (1934–1942) |

- Requin-Klasse (1926–1946)

| Caïman (1928–1942) Dauphin (1927–1941) Espadon (1927–941) | Marsouin (1927–1946) Morse (1928–1940) Narval (1926–1940) | Phoque (1928–1941) Requin (1926–1942) Souffleur (1926–1941) |

- Saphir-Klasse (1930–1949)

| Diamant (1934–1942) Nautilus (1931–1942) | Perle (1937–1944) Rubis (1933–1949) | Saphir (1930–1942) Turquoise (1930–1942) |

- 1500-Tonnen-Typ (1925–1952)

- Redoutable-Klasse (1928–1952)

| Achéron (Q 150) (1932–1942) Achille (Q 147) (1933–1940) Actéon (Q 149) (1931–1942) Ajax (Q 148) (1934–1940) Archimède (Q 142) (1932–1952) | Argo (Q 151) (1933–1946) Fresnel (Q 143) (1932–1942) Monge (Q 144) (1932–1942) Pascal (Q 138) (1931–1942) Pasteur (Q 139) (1932–1940) | Pégase (Q 156) (1932–1941) Persée (Q 154) (1934–1940) Phénix (Q 157) (1932–1939) Poincaré (Q 140) (1931–1942) Poncelet (Q 141) (1932–1940) | Prométhée (Q 153) (?–1932) Protée (Q 155) (1932–1943) Redoutable (Q 136) (1931–1942) Vengeur (Q 137) (1931–1941) |

- L’Espoire-Klasse (1929–1952)

| L’Espoire (Q 167) (1934–1942) Le Glorieux (Q 168) (1934–1952) | Le Centaure (Q 169) (1935–1952) Le Héros (Q 170) (1934–1942) | Le Conquérant (Q 171) (1936–1942) Le Tonnant (Q 172) (1937–1942) |

- Agosta-Klasse (1934–1952)

| Agosta (Q 178) (1937–1940) Bévéziers (Q 179) (1937–1942) | Ouessant (Q 180) (1939–1940) Sidi Ferruch (Q 181) (1939–1942) | Sfax (Q 182) (1936–1940) Casabianca (Q 183) (1937–1952) |

- Surcouf (N N 3) (1934–1942)
- Minerve-Klasse (1936–1954)

| Minerve (Q 185) (1936–1945) Junon (Q 186) (1937–1954) | Vénus (Q 187) (1936–1942) Iris (Q 188) (1936–1950) | Pallas (Q 189) (1938–1942) Céres (Q 190) (1938–1942) |

- Aurore-Klasse (auch als Créole-Klasse bezeichnet) (1940–1960er)

| Aurore (Q 192) (1940–1942) Créole (Q 193) (nach 1945 bis 1960er) Favorite (Q 195) (1942–1944) | Africaine (Q 196) (1946–1961) Astrée (Q 200) (nach 1945 bis 1960er) | Andromède (Q 201) (1949–1960er) Artémis (Q 206) (nach 1945 bis 1960er) |

- Morillot-Klasse (nicht fertiggestellt)
- Émeraude-Klasse (nicht fertiggestellt)
- Phénix-Klasse (nicht gebaut)

### 1944 bis 1971
Nach Ende des Zweiten Weltkriegs wurden neben Vorkriegsbauten und geleasten britischen U-Booten auch mehrere Beute-Boote der deutschen U-Boot-Klassen VII, IX, XXI und XXIII betrieben. Das einzige weitergebaute Vorkriegsprojekt war die L’Aurore-Klasse. Bald folgten wieder neu entwickelte französische Konstruktionen, die teilweise auf deutschen Entwürfen basierten. Das meistgebaute Modell war mit 25 Einheiten die Daphné-Klasse. 14 Boote der Klasse wurden exportiert. Zwischen 1955 und 1958 wurde mit der Q 244 der Bau eines ersten Atom-U-Bootes begonnen. Das Projekt wurde abgebrochen. Das konventionell diesel-elektrisch angetriebene Versuchs-U-Boot Gymnote (S 655) war das erste französische strategische Raketen-U-Boot.
- U-Boot-Klasse VII (Deutschland) (1944–1963)

| Le Millé (S 609) (ex U 471) (1944–1963) | Le Laubie (S 610) (ex U 766) (1945–1961) |

- U-Boot-Klasse IX (Deutschland) (1945–1959)

| Le Blaison (S 611) (ex U 123) (1945–1957) | Le Bouan (S 612) (ex U 510) (1945–1959) |

- U-Boot-Klasse XXI (Deutschland) (1946–1967)

| Roland Morillot (S 613) (ex U 2518) (1946–1967) |

- U-Boot-Klasse XXIII (Deutschland) (1946)

| U 2326 (1946) |

- S-Klasse (Großbritannien) (1951–1959)

| La Sibylle (S 617) (ex Sportsman) (1951–1952) Saphir (ex Satyr) (1952–1959) | Sirêne (ex Spiteful) (1952–1958) Sultane (ex Statesman) (1952–1959) |

- Aréthuse-Klasse (1957–1981)

| Aréthuse (S 635) (1958–1979) | Argonaute (S 636) (1959–1981) | Amazone (S 639) (1959–1980) | Ariane (S 640) (1960–1981) |

- Narval-Klasse (1957–1992)

| Narval (Q 231 / S 631) (1957–1986) Marsouin (Q 232 / S 632) (1957–1992) | Dauphin (Q 233 / S 633) (1958–1992) Requin (Q 234 / S 634) (1958–1985) | Espadon (Q 237 / S 637) (1960–1985) Morse (Q 238 / S 638) (1960–1986) |

- Daphné-Klasse (1964–1996)
Die U-Boot-Klasse wurde auch von der pakistanischen, portugiesischen, spanischen und der südafrikanischen Marine genutzt.

| Daphné (Q 241 / S 641) (1964–1989) Diane (Q 242 / S 642) (1964–1989) Doris (Q 243 / S 643) (1964–1994) | Eurydicé (Q 245 / S 644) (1964–1970) Flore (Q 246 / S 645) (1964–1989) Galatée (Q 247 / S 646) (1964–1991) | Minerve (Q 248 / S 647) (1964–1968) Junon (Q 249 / S 648) (1966–1996) Vénus (Q 250 / S 649) (1966–1990) | Psyché (Q 253 / S 650) (1970–1996) Sirène (Q 254 / S 651) (1970–1996) |

- Q 244 (nicht fertiggestellt)
- Gymnote (Q 251 / S 655) (1966–1986)

### 1971 bis 2006
1971 wurde mit der Le Redoutable (S 611) das erste französische Atom-U-Boot in Dienst gestellt. Die erste Generation französischer Atom-U-Boote der Redoutable- und der später gebauten L’Inflexible-Klasse waren strategische Raketen-U-Boote und dienten der Atomstreitmacht im Kalten Krieg zur nuklearen Abschreckung.
1977 wurde mit der Agosta-Klasse die bisher letzte nicht nuklear angetriebene französische militärische U-Boot-Klasse eingeführt. Die Agosta-Boote wurden auch nach Pakistan und Spanien exportiert, wo sie bis heute im aktiven Dienst stehen.
- Le-Redoutable-Klasse (1967–2003)

| Le Redoutable (S 611) (1967–1991) Le Terrible (S 612) (1973–1996) | Foudroyant (S 610) (1974–1998) L’Indomptable (S 613) (1976–2003) | Le Tonnant (S 614) (1980–1999) |

- Agosta-Klasse (1977–2001)
Die U-Boot-Klasse wird auch von der pakistanischen und der spanischen Marine genutzt.

| Agosta (S 620) (1977–1997) | Bévéziers (S 621) (1977–1998) | La Praya (S 622) (1978–2000) | Ouessant (S 623) (1978–2001) |

- L’Inflexible (S 615) (1985–2006)
- Getsin-Klasse (2021, kurz vor der Fertigstellung)

## Erläuterungen
1. ↑  https://esut.de/2020/11/meldungen/24121/franzoesische-marine-ende-der-testkampagne-des-ersten-barracuda-u-jagd-u-bootes/
2. ↑  https://www.navalnews.com/naval-news/2023/08/french-navy-receives-2nd-barracuda-type-submarine/
3. ↑  uboat.net teilt Ondine der Ariane-Klasse zu. Erminio Bagnasco gibt in Uboote im 2. Weltkrieg die Ondine als Sirène-Klasse-Boot an. Beide Quellen bestätigen den Verlust der Ondine im Jahre 1928 und dass ein Boot der Orion-Klasse denselben Namen erhielt.
4. ↑  uboat.net teilt Nymphe der Sirène-Klasse zu. Erminio Bagnasco gibt in Uboote im 2. Weltkrieg die Nymphe als Ariane-Klasse-Boot an. Beide Quellen bestätigen die Verschrottung der Nymphe im Jahre 1938.
5. ↑  La Favorite wurde 1940 von der Kriegsmarine übernommen, 1941 in UF 2 umbenannt und 1942 in Dienst gestellt. Das U-Boot wurde als Ausbildungsboot genutzt und sank 1944 in der Ostsee.
6. ↑  Africaine wurde 1940 von der Kriegsmarine übernommen und 1941 in UF 1 umbenannt, aber nicht fertiggestellt oder in Dienst gestellt.
7. 1 2  Andromède wurde 1940 von der Kriegsmarine übernommen und 1941 in UF 3 umbenannt, aber nicht fertiggestellt oder in Dienst gestellt. Das uboat.net teilt L’Astrée der UF 3 zu. Erminio Bagnasco gibt in Uboote im 2. Weltkrieg die L’Andromède als den französischen Namen der UF 3 an.